# Каманье
Каманье (хорв. Kamanje) — община в северо-западной части Хорватии, в Карловацкой жупании. Население общины 891 человек, население посёлка Каманье — 366 человек (2011. В состав общины входит посёлок Каманье и 6 деревень.
Подавляющее большинство населения общины составляют хорваты — 97,8 %.
Посёлок Каманье находится в 20 км к северо-западу от города Карловаца. Посёлок и деревни общины находятся на правом берегу реки Купы, по которой здесь проходит граница со Словенией, на склонах холмов горного массива Жумберак, спускающихся к реке. Через посёлок проходит железная дорога, ведущая из Карловаца в словенский Чрномель. Местные дороги соединяют Каманье с окрестными хорватскими и словенскими деревнями.
В общине Каманье находятся несколько пещер, которые пользуются популярностью у туристов, самая известная из них пещера Врловка, которая является охраняемым памятником природы.
Среди архитектурных достопримечательностей — приходская церковь Девы Марии в Каманье 1889 года и часовня св. Филиппа в деревне Рештово (1704 год).